# Мобілізація
Мобіліза́ція — призов військовозобов'язаних на службу в діючу армію у зв'язку із запровадженням воєнного стану.
У політичному лексиконі залучення і приведення в готовність сил, засобів, ресурсів, внутрішніх резервів для вирішення певного важливого завдання, здійснення масової кампанії.

## Мобілізація в Україні

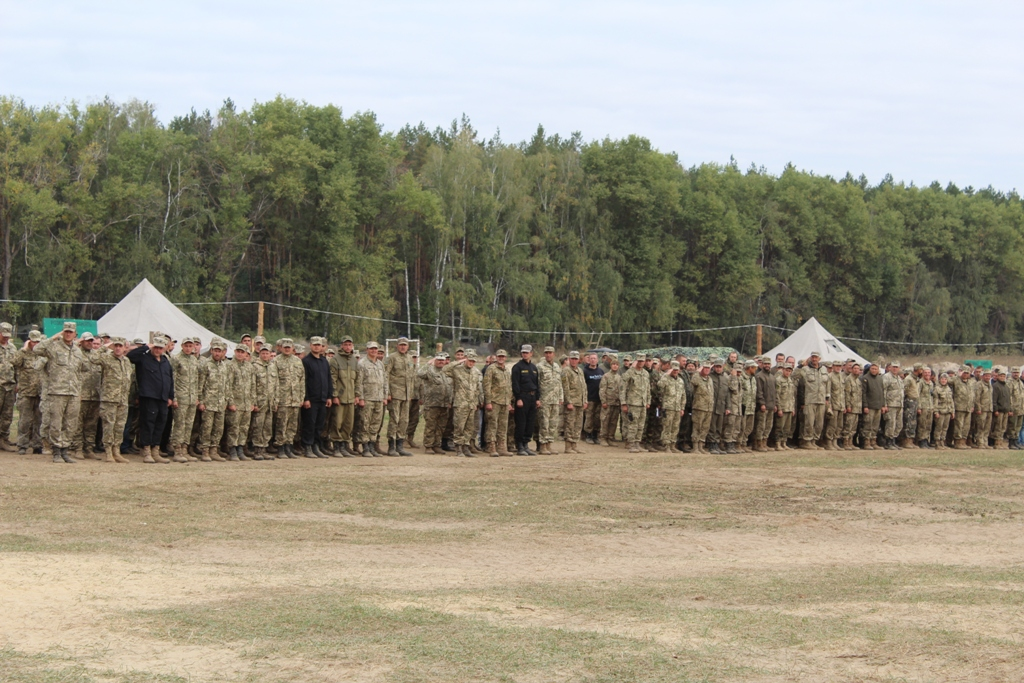
Збори резервістів на Чернігівщині (2016)

Мобілізація в Україні проводиться у зв'язку з російською агресією. У 2014/2015 роках проведено шість хвиль відкритої часткової мобілізації, а з 2022 року триває загальна мобілізація.
Відповідно до статті 17 Конституції України, захист суверенітету і територіальної цілісності України, забезпечення її економічної та інформаційної безпеки є найважливішими функціями держави, справою всього Українського народу. Оборона України, захист її суверенітету, територіальної цілісності і недоторканності покладаються на Збройні Сили України.
Статтею 65 Конституції передбачено, що захист Вітчизни, незалежності та територіальної цілісності України, шанування її державних символів є обов'язком громадян України. Громадяни відбувають військову службу відповідно до закону.

## Мобілізація в США
Військовий призов у США під час Першої 1917—1918 та Другої 1940—1946 світових воєн, війн у Кореї 1950—1969, Індокитаї (зокрема у В'єтнамі 1955—1975, Індонезії 1958—1961, Лаосі 1959—1975, Камбоджі 1967—1975 тощо), у країнах Карибського басейну (зокрема на Кубі 1961—1962, Домінікані 1965—1966 тощо), а також на Близькому сході (зокрема у Лівані 1958):
У 1973 році на фоні фінансово-економічної кризи, спричиненої злетом цін на імпортну нафту та низки значних військових невдач, Президент Річард Ніксон скасував законодавчу базу про загальний військовий обов'язок усіх громадян США. Збройні сили США цілком перейшли на комплектування своїх лав за рахунок добровольців.

## СРСР
- Чорносвитки
- Баби нових народять
- Штрафні військові підрозділи